# EBYSL 2012/13
Die Saison 2012/13 der Erste Bank Young Stars League (kurz: EBYSL) war die erste Spielzeit dieser höchsten Nachwuchsliga im österreichischen Eishockey.

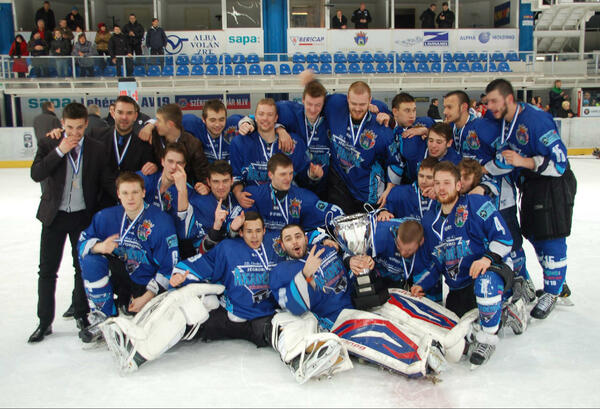
Fehervar AV19

## Teilnehmende Mannschaften

### Gruppe A
- HC TWK Innsbruck „die Haie“
- SPG Red Bull SBG/EK Zell
- Fehérvár Alba Volán 19
- Vienna Capitals Silver
- LA Stars Prep Jun.
- EHC LIWEST Black Wings Linz
- Orli Znojmo

### Gruppe B
- LA Stars Prep
- LLZ Stmk. Süd/Graz 99ers
- KHL Medvescak Zagreb
- HK Olimpija Ljubljana
- EC VSV
- EC-KAC
- HD mladi Jesenice

## Modus
Die Teams wurden in 2 Gruppen eingeteilt.
Im Grunddurchgang wurden 38 Spiele ausgetragen, die sich wie folgt ergeben. In der eigenen Gruppe wurde eine doppelte Hin- und Rückrunde gespielt (= 24 Spiele). Gegen die Teams in der anderen Gruppe wurde eine einfache Hin- und Rückrunde ausgetragen (= 14 Spiele).
Die letzten der beiden Gruppen schieden aus, die restlichen 6 Mannschaften jeder Gruppe absolvierten eine einfache Hin- und Rückrunde in der eigenen Gruppe (= 10 Spiele).
Die 2 besten Mannschaften jeder Gruppe hatten damit das Halbfinale erreicht. Der jeweils 1. jeder Gruppe spielte gegen den 2. der anderen Gruppe, die 2 Sieger standen im Finale.
Halbfinale und Finale wurden in einem Best-of-three-Modus gespielt.
Das am besten platzierte österreichische Team wurde Österreichischer U20-Meister.

## Saisonverlauf
Nach dem Grunddurchgang wurden die beiden Gruppen von SAPA Fehérvár AV19 bzw. HDD Olimpija Ljubljana angeführt. Da auch auf dem jeweils zweiten Platz keine österreichischen Mannschaften folgten, wurde neben den Liga-Playoffs auch eine Serie um den österreichischen U20-Meistertitel ausgespielt, die das LLZ Süd/Graz 99ers gegen den EC KAC gewinnen konnte. In den Liga-Playoffs konnte sich das ungarische Team SAPA Fehérvár AV19 gegen die tschechische Mannschaft Orli Znojmo durchsetzen und den ersten Meistertitel gewinnen.

## Playoff-Baum
|  | Halbfinale | Halbfinale           | Halbfinale |  |  | Finale | Finale         | Finale |
|  |            |                      |            |  |  |        |                |        |
|  |            |                      |            |  |  |        |                |        |
|  | A1         | Fehervar AV19        |            |  |  |        |                |        |
|  | B2         | HK Olimpija          |            |  |  |        |                |        |
|  |            |                      |            |  |  | A1     | Fehervar AV19  |        |
|  |            |                      |            |  |  | A2     | HC Orli Znojmo |        |
|  | A2         | HC Orli Znojmo       |            |  |  |        |                |        |
|  | B1         | KHL Medvescak Zagreb |            |  |  |        |                |        |
|  |            |                      |            |  |  |        |                |        |

Neben den Liga-Playoffs wurde auch eine Serie um den österreichischen U20-Meistertitel ausgespielt, die das LLZ Süd/Graz 99ers gegen den EC KAC gewinnen konnte.

## Meister
- Erste Bank Young Stars League: Fehervar AV19
- Österreichischer U20-Meister: LLZ Süd/Graz 99ers